# Крохин, Юрий Юрьевич
Юрий Юрьевич Крохин (род. 2 апреля 1947, Москва) — русский писатель, эссеист, критик, журналист. Академик Евразийской академии телевидения и радио. Член Союза писателей Москвы.
В 1970 году окончил факультет журналистики МГУ.
Печатался во многих газетах и журналах.
Книгу Юрия Крохина «Профили на серебре» (о поэте Леониде Губанове и СМОГе) в 1992 году издал Юрий Кувалдин. Книга о поэте и правозащитнике Вадиме Делоне «Души высокая свобода» вышла в издательстве «Аграф» в 2001 году. Книгу об известной русской журналистке, живущей во Франции — «Фатима Салказанова: открытым текстом» — выпустило издательство «Вагриус» в 2002 году. Несколько лет жил в Окленде, Новая Зеландия, работал над книгой «С оттенком высшего значения». Книга издана в Москве в 2013 году.
Автор сценариев телевизионных фильмов, в том числе документальных лент «Дуэль Вадима Делоне» и «Юрий Кувалдин. Жизнь в тексте» (канал «Культура»). Около десяти лет работал корреспондентом «Российской газеты», где опубликовано несколько сотен материалов, в том числе, о Сергее Ястржембском, Юрии Любимове, Эдуарде Дробицком, Александре Солженицыне, Фазиле Искандере. В последние годы опубликовал ряд очерков и эссе в журнале «Литературные знакомства», в литературном приложении «Независимой газеты» «НГ-Ex Libris», на сайте московской Библиотеки искусств имени А. Боголюбова (biblio.tv), в сборнике «Писатели-москвоведы», альманахе «День Поэзии 2020/21», «Литературной России», «Литературной газете», журнале «Формаслов».